# Xavier Ferrer Parareda

## Reseña biográfica
Vicepresidente de la Institució Catalana d’Història Natural (ICHN) en 1990 y 1991. Vocal de la junta directiva de la Sociedad Española de Ornitología (SEO/BIRDLIFE) de 1984 a 1989. Codirector ejecutivo científico del Pabellón de la Naturaleza en la Exposición Universal de Sevilla (EXPO'92) de 1988 a 1993. Patrón electo de la Fundació Barcelona Zoo desde 2009.
Miembro de la comisión elaboradora de la lista de aves del mundo en lengua española desde 1991. Miembro del comité científico de parques nacionales, del 2007 al 2011. Fundador de la Liga para la Defensa del Patrimonio Natural (DEPANA) en 1976. Miembro de la junta directiva del Institut de Recerca de la Biodiversitat (IRBIO) de la U.B. de 2013 a 2018.
Doctor en Biología por la Universidad de Barcelona con una tesis sobre aves acuáticas invernantes en el delta del Ebro, objetivo científico de muchos de sus trabajos.  Desde 1978 es profesor de dicha universidad y desde 1985 es profesor titular en la misma universidad en el departamento de Zoología, en la actualidad unidad integrada en el departamento de Biología Evolutiva, Ecología, y Ciencias Ambientales. Recién licenciado en 1974 creó su propia empresa de consultoría ambiental (Dryas) que después de tres años abandonó para incorporarse a la Universidad de Barcelona. Su campo de trabajo ha sido la investigación y difusión sobre ornitología, zoología aplicada, limnología y biogeografía. Ha publicado más de un centenar de trabajos la mayoría científicos. El principal grupo animal trabajado ha sido el de las aves en especial las acuáticas, marinas; urbanas y periurbanas. Ha trabajado en proyectos ambientales para organismos públicos españoles, empresas, así como para ONG’s.
En otro ámbito científico, ha sido coautor de la descripción de un género nuevo para la ciencia (Camerata robusta) de planaria marina procedente del Mediterráneo Occidental.
Director de 10 tesis doctorales, la primera de las cuales se leyó en 1991. Las temáticas principales de las tesis han sido de ornitología, pero también se han defendido temas de ecología aplicada (interacciones humanas con fauna, cambio climático y aves, etc.), biogeografía, zoología y limnología. Los biólogos o ambientólogos a los que ha dirigido la tesis por orden cronológico de lectura son: Jorge Muntaner Yangüela, Santiago Mañosa Rifé, Joan Real Ortí, Anna Motis Berta, Marcos del Castillo Jurado, Jordi Camprodon Subirachs, Óscar Gordo Villoslada, Albert Cama Torrent, Miquel Vila Farré, e Isidora Christel Jiménez García. En la actualidad tiene dos doctorandos trabajando en temas biogeográficos y evolutivos sobre la migración de aves.
Siempre le ha interesado la ciencia ciudadana, por eso fue el impulsor de diversos atlas ornitológicos. En concreto del primer atlas de aves del estado de Andorra entre 1980 y 1983. También impulsó y coordinó la publicación (1984) 6 del primer atlas de ciencia ciudadana publicado en el estado español, el de aves nidificantes de Cataluña. Es este atlas muestreado entre los años 1975 y 1983 trabajaron 129 observadores de aves la mayoría no profesionales. Con posterioridad ha sido asesor técnico y/o autor de fichas de especies para atlas de aves nidificantes, el primero de la comunidad valenciana y el segundo de Cataluña; así como primer atlas de aves invernantes de Cataluña. En 2011 fue uno de los impulsores del proyecto de ciencia ciudadana del atlas de las aves nidificantes de la ciudad de Barcelona, proyecto en el que se implicaron más de 300 voluntarios y que después de seis años en plena crisis económica consiguió publicarse a finales de 2017.
Desde el inicio del siglo XXI ha trabajado principalmente en temas de seguridad aeronáutica frente a los choques con aves; y sobre fauna urbana. Desde 1998 se introdujo en la temática de prevención de birdstrikes (choques de aves con aeronaves) pero fue a partir de junio de 2003 que trabaja activamente en temas de prevención de colisiones de aves y aeronaves, en especial aviones. Asesor directo o indirecto del aeropuerto de Barcelona en el tema de prevención de birdstrikes desde junio de 2003 hasta la actualidad. -Web propia desde 2007 (https://web.archive.org/web/20180414091515/http://birdstrike.es/) sobre choques de aves y aeronaves, extinguida en 2018. Creador de un vídeo sobre prevención de choques de aves con aviones.
En temas de seguridad aeronáutica ha trabajado para ayuntamientos, empresas municipales, empresas estatales, empresas consultoras, gestores aeroportuarios, autonomía catalana, etc. Desde 2014 es consultor técnico independiente en temas de birdstrikes para la Agencia Estatal de Seguridad Aérea (AESA). En relación con esta temática ha trabajado, realizado presentaciones a congresos internacionales sobre el tema y publicado también sobre la biología y la biogeografía de alguna de las especies de aves potencialmente peligrosas para la aviación como los estorninos, patos, etc.
En relación con los temas sobre fauna urbana ha sido uno de los dos expertos responsables de la construcción, evaluación y seguimiento de la población de aves de la ciudad de Barcelona. Dicho seguimiento desde 2004 hasta 2011 constituyó el indicador 2 de la agencia 21 de la Ciudad; y de 2012 hasta la actualidad en el indicador 1.2 (biodiversidad de las aves) para los indicadores locales de sostenibilidad de la ciudad.  Los datos del seguimiento se han utilizado no solo para la gestión ambiental municipal sino también han generado publicaciones de divulgación y científicas internacionales con finalidades aplicadas como por ejemplo la búsqueda de indicadores que determinen el estado de las poblaciones silvestres en las ciudades europeas, o la importancia del verde urbano en la comunidad de aves urbanas
El proyecto de mayor calado científico, divulgativo, y aplicado ha sido el del atlas de las aves nidificantes de la ciudad de Barcelona, obra coral entre una ONG de ornitología (ICO), una universidad (UB), un ayuntamiento (Barcelona), una fundación con objetivos zoológicos (FBZ), voluntarios, y patrocinadores particulares e institucionales. El proyecto es original e innovador por su cartografía ornitológica muy fina (ideal para la gestión ambiental), su método científico adaptado a un entorno urbano, la inclusión de los servicios ecosistémicos que cada especie aporta a la ciudadanía, y la belleza artística  de las ilustraciones de aves, insertas en sus paisajes urbanos concretos. El proyecto, aporta valores patrimoniales, de gestión ambiental, científicos, educativos, estéticos, y de ocio.
Siempre ha estado muy  interesado por la historia de la ornitología española en especial por las de las tierras de habla catalana. Es autor de un apartado sobre el tema en el web del CRAI de la biblioteca de la Facultad de Biología de la UB Desde 1983 ha publicado más de 30 artículos históricos, de investigación personal.
Los temas socioculturales relacionados con la naturaleza y el hombre siempre le han interesado y uno de los proyectos en el que participó fue el trabajo en una comisión científica como experto en Zoología en la identificación tan fina como fuera posible de la flora y fauna del cuadro la Piedad Desplà. Dicho cuadro, del gótico tardío (1490) del pintor Bartolomé Bermejo (Córdoba, circa 1440 – Barcelona, circa 1498), se exhibe en el museo de la catedral de Barcelona. El resultado del proyecto fue el capítulo “Identificación de la flora y fauna” del libro “Piedad Desplà. El proceso de restauración de la obra maestra de Bartolomé Bermejo” editado  en 2017 por la Fundación Banco Sabadell.

## Divulgación científica
Desde 1973 se ha implicado en actividades para divulgar la naturaleza e introducir a los neófitos en el conocimiento de las aves; cursillos de ornitología, conferencias, itinerarios pedagógicos naturalistas, publicaciones, y exposiciones conforman este apartado. De hecho una porción importante de su vida profesional ha sido la divulgación científica de la naturaleza  y las interacciones del hombre con la fauna, tanto en su vertiente escrita como fotográfica. Buen conocedor de la geografía y sistemas naturales de Iberoamérica y parte de África, ha sido autor de varias enciclopedias en formato papel y CD-ROM para La Vanguardia, El Periódico, Planeta de Agostini, Salvat, etc. También ha sido director de dos colecciones editoriales para Ketres Ed. Y Ediciones El Serbal, así como autor de diversos libros propios y artículos divulgativos.
En las décadas de los setenta y ochenta del siglo XX estuvo muy implicado en la construcción de trabajos naturalistas que permitieran conocer y divulgar el patrimonio ornitológico del país, pues el conocimiento avifaunístico de Cataluña en esta época todavía era un edificio en construcción donde no escaseaban datos inusuales o poco creíbles. Trabajó no solo el catálogo de especies (algunas residentes como la alondra de Dupont se desconocía su existencia en Cataluña), sino la distribución, fenología migratoria y reproductora, hábitats preferidos y otros aspectos de la biología de las especies de aves. A estos trabajos de investigación y divulgación faunística mediante libros ilustrados, dedicó buena parte de su vida profesional. Un ejemplo fue la colección de monografías impulsadas por la ICHN sobre los sistemas naturales para los que realizó el apartado ornitológico del delta del Ebro2 y de las islas Medes, así como el de la historia de los naturalistas del delta del Llobregat. El volumen de aves de la Història Natural dels Països Catalans   revisó en profundidad para todas las especies de aves los estatus, la fenologia, hàbitats, y ecología de alimentación de las poblaciones nidificantes e invernantes 16. Dicha obra, en su momento fue un hito como síntesis avifaunística “marco de referencia en que poder basar el conocimiento de la ornitologia de campo”  y que sirvió de estímulo y base para el enrolamiento en la afición de la observación de aves de muchos aficionados a la naturaleza en las tierras de lengua catalana.
La temática de exposiciones como vehículo para divulgar la naturaleza, también le ha interesado. Así, durante cuatro años fue designado por el Rector de la UB como codirector ejecutivo científico de uno de los cuatro pabellones temáticos (el Pabellón de la Naturaleza) en la Exposición Internacional de Sevilla (EXPO 92) de 1988 a 1993. Estaba encargado del concepto expositivo, coordinación científica y de fotografía naturalista. Con posterioridad ha colaborado puntualmente en otras exposiciones en Cosmocaixa, Urdaibai, Museo de Zoología de Barcelona, etc.

## Comités y representaciones
Desde 1991 hasta la actualidad, miembro de la Comisión de 7 expertos, elaboradora de la lista de aves del mundo en lengua castellana recomendada por la Sociedad Española de Ornitología (SEO/BIRDLIFE) y aceptada como estándar en todo el mundo. Miembro del Comité Científico de la Red de Parques Nacionales de España desde 2007 hasta 2011. Miembro del Comité Organizador del 30 congreso de la International Union of Game Biologists que con el tema general de “Human-wildlife conflicts and peace-building strategies” tuvo lugar en setiembre de 2011. Consultor científico del primer volumen del Handbook of the Birds of the World en 1992 (Lynx ed.).
Responsable del grupo de la fauna vertebrada (datos y web) desde 1999 para el “Banco de Datos de Biodiversidad de Cataluña”. Experto responsable de la construcción, evaluación y seguimiento de la biodiversidad de aves de la ciudad de Barcelona (desarrollador  de la métrica usada en el indicador 2)  desde 2004. Miembro del Grupo de Investigación Consolidado de la Generalidad de Cataluña “Biología de Vertebrados” por concurso competitivo cuatrienal desde 1994 hasta la actualidad. Miembro del Consejo Municipal de Medio Ambiente y Sostenibilidad de Barcelona desde 2005 a 2013. Miembro del consejo científico del Parque Zoológico de Barcelona desde 2009 y patrón electo por el comité científico de la Fundació Barcelona Zoo. Miembro desde 2013 de la junta directiva del Instituto de Investigación de la Biodiversidad (IRBIO) de la Universidad de Barcelona

## Publicaciones
- Xavier Ferrer, M.Crespo, M. Chinchilla y A. de Sostoa (1991). Introducción a la Ecología: cómo funcionan y se organizan los seres vivos en su medio ambiente. H. M. B.
- Xavier Ferrer, A. Motis y S.J. Peris (1991). Changes in the breeding range of starlings in the Iberian Peninsula during the last 30 years: competition as a limiting factor. J. Biogeog 631-636.
- Xavier Ferrer, A. de Sostoa y R. Margalef (1992). Naturaleza en Iberoamérica. Lunwerg.
- Ferrer Parareda, Xavier (1995). «La chauve-souris pêcheuse». Pour la Science (213): 106-107.
- Ferrer Parareda, Xavier (1995). «Les saisons de la forêt». Pour la Science (216): 16-17.
- Ferrer Parareda, Xavier (1995). «Oiseaux frugivores». Pour la Science (217): 188-189.
- Ferrer Parareda, Xavier (1996). «(diez artículos)». Investigación y Ciencia sobre fauna y naturaleza neotropical.
- Xavier Ferrer, A. de Sostoa (1996). Chile espectacular. Lunwerg.
- Xavier Ferrer (1997). «Maravillas de la Naturaleza». Odisea, viaje por el patrimonio de la Humanidad. 3 y 4. (Coordinación científica y fotografía naturalista). Salvat.
- Xavier Ferrer (2000). «Maravillas de la Naturaleza». Encyclopedia of the Biosphere. (artículos y fotografías en diversos volúmenes). Gale Group. ISBN 0787645060.
- Ferrer Parareda, Xavier (2004). «Margalef, el naturalista que yo conocí. El gran ecólogo catalán retratado por uno de sus discípulos.». Quercus: 8-11.
- Xavier Ferrer y otros (2014). «Salvador Filella, un pioner de la conservació de la natura catalana.». Recordant Bells Temps.
- Ferrer Parareda, Xavier; Vieites, D.R.; Nieto-Román, S.; Palanca, A.; Vences, M. (2004). «European Atlantic: the hottest oil spill hotspot worldwide.». Naturwissenschaften (91 (11)): 535-538.
- Ferrer Parareda, Xavier; Gordo, O.; Brotons, L.; Comes, P. (2005). «Do changes in climate patterns in wintering areas affect the timing of the spring arrival of trans‐Saharan migrant birds?». Global Change Biol. (11 (1)): 12-21.
- Ferrer Parareda, Xavier; Sardà-Palomera, F.; Rodríguez‐Teijeiro, D.; Nadal, J.; Ponz, C. (2009). «The effects of mowing and agricultural landscape management on population movements of the common quail.». J. Biogeog. (36 (10)): 1891-1898.
- Ferrer Parareda, Xavier; Cama, A.; Abellana, R.; Christel, I.; Vieites, D.R. (2012). «Living on predictability: modelling the density distribution of efficient foraging seabirds.». Ecography. (35 (10)): 912-921.

- Xavier Ferrer y otros (2015). Ramón Margalef, ecólogo de la Biosfera. (búsqueda y selección de fotografías).

## Distinciones
- Mejor científico joven en España (Premio Holanda, 1972)
- Segundo clasificado con distinción (IV European Philips  Contest for Young Scientists; Eindhoven (Holanda) 1972)
- Premio por su dedicación vocacional a la ornitología (Mérito a la Vocación, 1973)
- Una de las cinco causas más relevantes para la consolidación de la ornitología en Cataluña (SEO/BIRDLIFE, en el 50 aniversario, 2004)[18]